# Ċensu Tabone
Vincent "Censu" Tabone (IPA: tʃɛnsu:) (født 30. marts 1913 i Victoria, Gozo, død 14. marts 2012) var en maltesisk politiker. Han var den fjerde præsident for Republikken Malta fra 1989-1994.